# GLUT2
GLUT2 (ГЛЮТ-2, глюкозный транспортёр тип 2) — белок-переносчик глюкозы, осуществляющий перенос глюкозы через клеточную мембрану посредством облегченной диффузии. Это основной переносчик глюкозы между печенью и кровью, также он принимает участие в почечной реабсорбции глюкозы. Также способен переносить фруктозу. GLUT2, в отличие от GLUT4, не регулируется инсулином.
У человека данный белок кодируется геном SLC2A2, который локализован на 3-й хромосоме.

## Локализация в тканях
GLUT2 присутствует в клеточных мембранах следующих тканей:
- печень
- поджелудочная железа (бета-клетки)
- гипоталамус (незначительно)
- базолатеральная и апикальная мембраны тонкой кишки[4]
- клетки почечных канальцев[5]

## Функция
GLUT2 имеет высокую глюкозную ёмкость, но низкую аффинность (сродство) к ней, и поэтому функционирует как часть «глюкозного сенсора» в β-клетках поджелудочной железы. Является очень эффективным переносчиком глюкозы.
GLUT2 также является переносчиком глюкозамина.
Когда концентрация глюкозы в просвете тонкой кишки поднимается выше 30 мМ, что происходит после обильного приёма пищи, происходит усиление экспрессии GLUT2 в районе щёточной каёмки, что способствует лучшему всасыванию глюкозы. Кроме этого базолатеральный GLUT2 в энтероцитах способствует транспорту фруктозы в кровоток через глюкозо-зависимый вторично-активный транспорт.

## Клиническая значимость
Дефекты гена SLC2A2 приводят к нарушению хранения гликогена, которое называется синдром синдром Фанкони-Бикель.
У беременных женщин, страдающих диабетом при отсутствии контроля уровня сахара в крови, нарушения развития нервной и сердечно-сосудистой системы у эмбрионов зависят от функционирования GLUT2, причём было показано, что дефекты GLUT2 защищают от таких нарушений у крыс. Однако, недостаточная адаптируемость GLUT2 является негативным фактором.
GLUT2 особенно важен для осморегуляции, способствует предотвращению отёчного инсульта, транзиторной ишемической атаки и комы, особенно при повышенных уровнях сахара. GLUT2 можно с полным правом назвать "диабетическим глюкозным транспортёром" или "гипергликемическим транспортёром".